# Луїс Ейбелл
Луїс Ейбелл (англ. Louis Abell, 21 липня 1884 — 25 жовтня 1962) — американський академічний веслувальник.
Олімпійський чемпіон 1900, 1904 років у складі вісімки.